# Vādāsht
Vādāsht (persiska: واداشت) är en ort i Iran.   Den ligger i provinsen Hormozgan, i den sydöstra delen av landet, 1 100 km sydost om huvudstaden Teheran. Vādāsht ligger 10 meter över havet och antalet invånare är 207.
Terrängen runt Vādāsht är platt. Havet är nära Vādāsht åt sydväst. Runt Vādāsht är det ganska glesbefolkat, med 25 invånare per kvadratkilometer. Närmaste större samhälle är Konārjū, 12,9 km söder om Vādāsht. 